# انفجار منشأة تخزين نفط ماتانزاس
انفجار منشأة تخزين نفط ماتانزاس كان انفجارًا في 5 أغسطس 2022 لمنشأة تخزين النفط في ماتانزاس كوبا، مما أسفر عن مقتل شخص واحد على الأقل، وإصابة ما يقرب من 80 إلى 125 شخصًا وفقدان 17 من رجال الإطفاء. وأدى الانفجار إلى إجلاء 4900 شخص من المدينة وإغلاق محطة الطاقة الحرارية المحلية، وأثار مخاوف من حدوث أزمة طاقة في البلاد.

## الانفجار
وقع الانفجار في ليلة 5 أغسطس خلال عاصفة رعدية عندما ضربت صاعقة خزان الوقود، مما تسبب في انفجار. انتشر الدخان الأسود الناتج عن النيران التي تلت ذلك لمسافة 100 كيلومتر باتجاه العاصمة الكوبية هافانا. بعد الانفجار الأول امتد الحريق إلى عدة خزانات وقود أخرى في المنشأة، مما أدى إلى تدمير كميات كبيرة من الوقود وتسبب في مخاوف من نقص النفط في كوبا. يحتوي الخزان الأول بنسبة 50٪ على 25000 متر مكعب (883000 قدم مكعب) من الوقود بينما كان الخزان الثاني ممتلئًا. ونقل الجرحى إلى المستشفى وحالة خمسة اشخاص حرجة ومازال 20 في المستشفى.
خلال عطلة نهاية الأسبوع قام رجال الإطفاء برش الماء على خزانات الوقود العشرة المتبقية لإبقائها باردة ومنع انتشار الحريق. حذر المسؤولون المحليون السكان من ارتداء أقنعة الوجه والبقاء في منازلهم لتجنب دخان ثاني أكسيد الكبريت الذي ينتشر في جميع أنحاء المنطقة. يحتوي الدخان أيضًا على أكسيد النيتروجين وأول أكسيد الكربون والعديد من المواد السامة الأخرى مع زيادة خطر هطول الأمطار الحمضية. بعد خمسة أيام من اندلاع الحريق، تمت السيطرة على الحرائق في الغالب مع أعمدة الدخان السوداء التي أصبحت الآن في معظمها رمادية.